# Corydalis malkensis
Corydalis malkensis är en vallmoväxtart som beskrevs av A.I. Galushko. Corydalis malkensis ingår i släktet nunneörter, och familjen vallmoväxter. Inga underarter finns listade i Catalogue of Life.